# ТЕС Малага
ТЕС Малага – колишня теплова електростанція, майданчик якої знаходився на узбережжі Середземного моря в індустріальній зоні Misericordia, на південь від іспанського міста Малага. Також відома як ТЕС «San Patricio».
Проект реалізували за ініциативою державної агенції Instituto Nacional de Industria (INI), що мала сприяти відновленню та розвитку виробнцтва. Основним обладнанням ТЕС були:
- паровий котел продуктивністю 136 тон пари на годину, від якого живилась парова турбіна потужністю 34 МВт (турбіна 1);
- паровий котел продуктивністю 295 тон пари на годину, від якого живилась парова турбіна потужністю 91 МВт (турбіна 2).
Відомо, що будівництво ТЕС почалось в 1955-му, у 1960-му досягнув готовності її димар, а повне завершення проекту припало на 1965 рік.
Як паливо станція могла споживати вугілля та мазут. Останній надходив по трубопроводу з нафтового терміналу компанії Campsa.
Для охолодження використовували морську мову.
ТЕС відпрацювали лише біля двох десятків років та була зупинена вже в 1980-му (можливо відзначити, що вона стала не єдиним великим промисловим підприємством в індустріальній зоні Misericordia, яке припинило роботу в цей період, так, в 1979-му закрили великий свинцеплавильний завод «Los Guindos»).
В 2004-му споруди станції були демонтовані, за виключенням перетвореного на об’єкт промислової архітектурної спадщини димаря. Є відомості, що ця споруда була заввишки 85 метрів, в той же час, у інших джерелах зазначається, що він має висоту 65 метрів.